# レドンダ島
レドンダ島（レドンダとう、英: Redonda）は、カリブ海にある無人の岩礁。アンティグア・バーブーダに属する。
アンティグア島の南西50kmほどのところにあり、セントキッツ・ネイビスとモントセラトの間に位地するがモントセラトにやや近い。
面積は約1.3km2、火山性の岩の小島で最高地点が305mで、島の周囲は険しい崖が多い。

## 歴史
1493年にクリストファー・コロンブスによって発見され、サンタ・マリア・ラ・レドンダと命名された。レドンダとはスペイン語で「丸い」という意味であり、円形の島に見えたことからの名であるといわれる（実際は南北に細長い形をしている）。以来、航海の目印として知られた島だったが、海岸が切り立っているため上陸する者はまれだった。1869年にイギリスがこの島の領有を宣言した。モントセラトから労働力を派遣してリン鉱石の採掘・輸出が行われたが、第一次世界大戦で採掘を停止、ハリケーンで施設が破壊されたこともあり、以降は無人島となった。1981年、アンティグア・バーブーダが独立するとその領土となった。

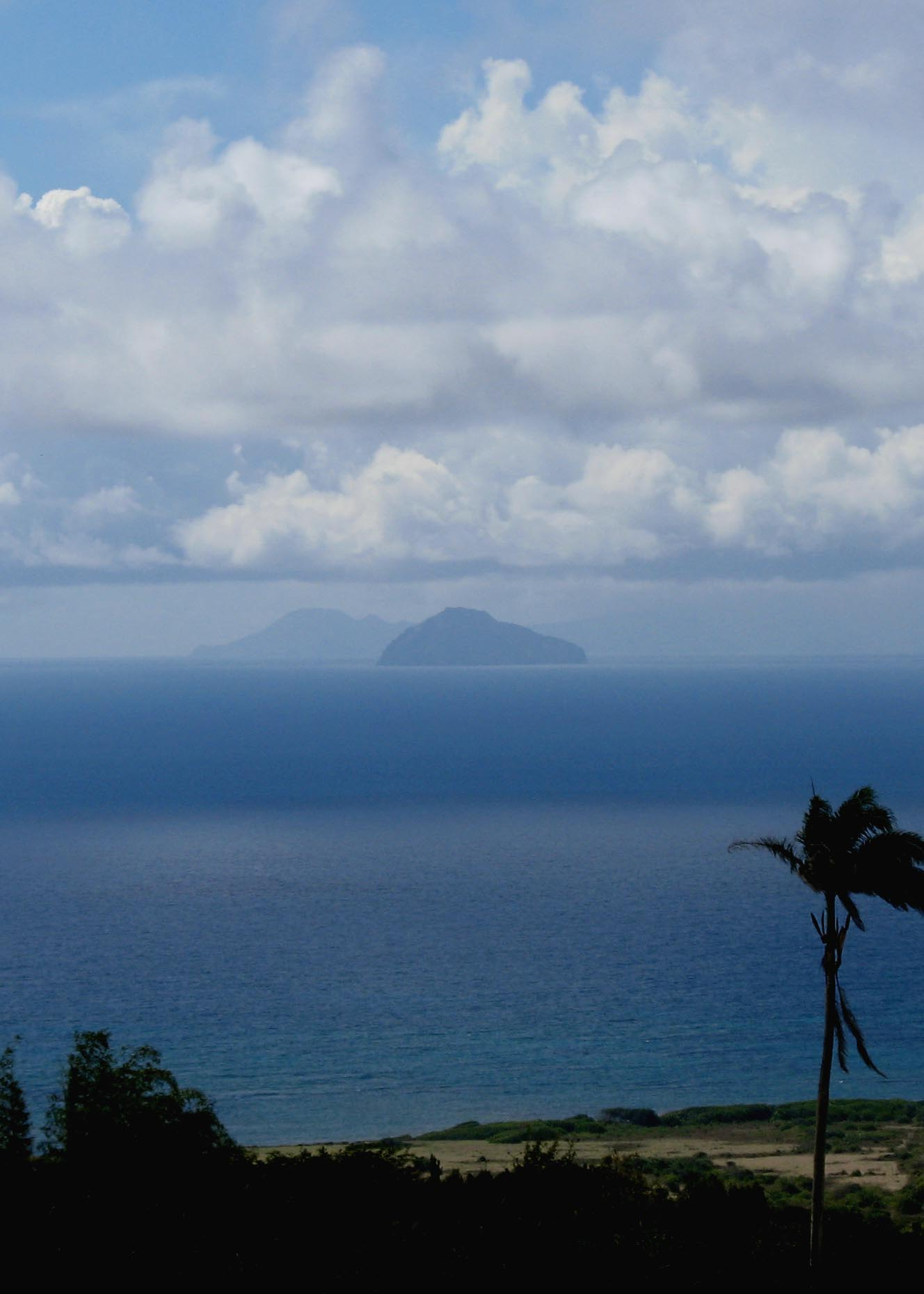
レドンダ島

## レドンダ王国

レドンダ王国の旗

1865年、アイルランド人の貿易商マシュー・ダウディ・シール(Matthew Dowdy Shiell)が、まだどこの国にも属していなかったレドンダに上陸し、一方的に王国樹立を宣言した。このレドンダ王国の王位は、現在まで継承されている。
1880年にマシュー・ダウディ・シールの15歳の息子がフェリペ王として戴冠した（彼はのちに「プリンス・ザレスキー」シリーズなどで推理作家として成功するマシュー・フィップス・シールである）。1947年にフェリペが死去すると後継者に指名されていた詩人のジョン・ゴーズワースがフアン1世として即位した。
彼は1967年に友人ジョン・ロバーツに王位を譲り退位したが、1970年にフアン1世が亡くなると、出版業者のジョン・ウィン・タイソンが王位継承権を譲られたと主張し、そうでなくとも根拠の薄いレドンダ王国はさらに混乱することになる。現在では前者の流れをくむレオ王（ウィリアム・レナード・ゲイツ）、後者の系統であるロバート王（ロバート・ウィリアムソン）が互いに正統性を主張しており、その他にもスペインの作家ハビエル・マリアスなどレドンダ国王を自称する者が数人いる。

## 郵便切手
無人島であるにもかかわらず1979年から1991年にかけて郵便切手が発行された。2015年現在、全世界の切手を網羅するスコットカタログやギボンズカタログには収録されておらず、ミッヘルカタログには整理番号が掲載されている。